# US-amerikanische Fußballnationalmannschaft/Weltmeisterschaften
Der Artikel beinhaltet eine ausführliche Darstellung der US-amerikanischen Fußballnationalmannschaft bei Weltmeisterschaften. Die Nationalmannschaft der USA nahm bereits an der ersten Weltmeisterschaft in Uruguay und insgesamt elfmal an Weltmeisterschaftsendrunden teil. Als einzige CONCACAF-Mannschaft wollten sie – außer 1938 – an allen Weltmeisterschaften teilnehmen, obwohl Fußball nicht zu den Topsportarten in den USA zählt.

## Übersicht
| Jahr | Gastgeberland     | Teilnahme bis …    | Letzte(r) Gegner                  | Platzierung | Trainer          | Bemerkungen und Besonderheiten |
| ---- | ----------------- | ------------------ | --------------------------------- | ----------- | ---------------- | --- |
| 1930 | Uruguay           | Halbfinale         | Argentinien                       | 3           | Robert Millar    | Das Spiel um den dritten Platz gegen Jugoslawien, den Verlierer des anderen Halbfinalspiels wurde nicht ausgetragen. Die FIFA wertet die USA als Dritten und Jugoslawien als Vierten. |
| 1934 | Italien           | Achtelfinale       | Italien                           | 16          | David Gould      | Die USA hatten sich erst unmittelbar vor der WM in Rom im Qualifikationsspiel gegen Mexiko qualifiziert und verloren drei Tage später das Eröffnungsspiel gegen den Gastgeber und späteren Weltmeister mit 1:7. Das ist bis heute die höchste WM-Niederlage der USA und torreichste erste Spiel einer WM. |
| 1938 | Frankreich        | zurückgezogen      | –                                 | –           |                  | |
| 1950 | Brasilien         | Vorrunde           | England, Spanien, Chile           | 10          | William Jeffrey  | Nach Niederlagen gegen Spanien und Chile und einem überraschenden Sieg gegen das erstmals bei einer WM angetretene „Mutterland des Fußballs“ als Gruppenletzter ausgeschieden. |
| 1954 | Schweiz           | nicht qualifiziert | –                                 | –           |                  | In der Qualifikation an Mexiko gescheitert. |
| 1958 | Schweden          | nicht qualifiziert | –                                 | –           |                  | In der Qualifikation in der Gruppenphase an Mexiko gescheitert. |
| 1962 | Chile             | nicht qualifiziert | –                                 | –           |                  | In der Qualifikation in der Vorrunde an Mexiko gescheitert. |
| 1966 | England           | nicht qualifiziert | –                                 | –           |                  | In der Qualifikation erneut in der Vorrunde an Mexiko gescheitert. |
| 1970 | Mexiko            | nicht qualifiziert | –                                 | –           |                  | In der Qualifikation im Halbfinale an Haiti gescheitert, das sich ebenfalls nicht qualifizieren konnte. |
| 1974 | Deutschland       | nicht qualifiziert | –                                 | –           |                  | In der Qualifikation in der 1. Runde an Mexiko gescheitert, das sich ebenfalls nicht qualifizieren konnte. |
| 1978 | Argentinien       | nicht qualifiziert | –                                 | –           |                  | In der Qualifikation erneut in der 1. Runde und wieder an Mexiko gescheitert. |
| 1982 | Spanien           | nicht qualifiziert | –                                 | –           |                  | In der Qualifikation erneut in der 1. Runde an Mexiko gescheitert. |
| 1986 | Mexiko            | nicht qualifiziert | –                                 | –           |                  | In der Qualifikation in der 2. Runde an Costa Rica gescheitert, das sich ebenfalls nicht qualifizieren konnte. |
| 1990 | Italien           | Vorrunde           | CSSR, Italien, Österreich         | 23          | Bob Gansler      | Nach drei Niederlagen als Gruppenletzter ausgeschieden. |
| 1994 | USA               | Achtelfinale       | Brasilien                         | 14          | Bora Milutinović | Die Vorrunde konnten die USA als einer der vier besten Gruppendritten überstehen. Gegen den späteren Weltmeister hielten die USA 75 Minuten lang ein 0:0 und mussten dann das entscheidende Tor durch Bebeto hinnehmen. |
| 1998 | Frankreich        | Vorrunde           | Deutschland, Iran, BR Jugoslawien | 32          | Steve Sampson    | Nach drei Niederlagen als Gruppenletzter ausgeschieden. |
| 2002 | Südkorea/Japan    | Viertelfinale      | Deutschland                       | 8           | Bruce Arena      | Nach einem 3:2-Sieg gegen die hoch eingeschätzten Portugiesen sowie einem 1:1 gegen den späteren Halbfinalisten Südkorea in der Vorrunde besiegten die USA Mexiko mit 2:0 und verloren erst im Viertelfinale trotz Platzüberlegenheit und mehrerer Torchancen gegen Deutschland 0:1. Überragend dabei Oliver Kahn und Donovan. |
| 2006 | Deutschland       | Vorrunde           | Tschechien, Italien, Ghana        | 25          | Bruce Arena      | Nach Niederlagen gegen Tschechien und Ghana sowie einem Remis gegen den späteren Weltmeister Italien als Gruppenletzter ausgeschieden. |
| 2010 | Südafrika         | Achtelfinale       | Ghana                             | 12          | Bob Bradley      | Erstmals nach 1930 überstanden die USA die Vorrunde wieder als Gruppensieger. Im Achtelfinale fiel die Entscheidung erst in der Verlängerung. |
| 2014 | Brasilien         | Achtelfinale       | Belgien                           | 15          | Jürgen Klinsmann | In der Qualifikation trafen die USA in der 4. Runde auf Costa Rica, Honduras, Jamaika, Mexiko und Panama. Am 10. September 2013 qualifizierte man sich durch ein 2:0 gegen Mexiko vorzeitig für die WM 2014. In der Gruppenphase der Endrunde gewann die Mannschaft zunächst 2:1 gegen Ghana, den letzten Gegner bei der WM 2010, trennte sich 2:2 von Portugal, und schließlich reichte ihr eine 0:1-Niederlage gegen Deutschland zum Einzug ins Achtelfinale, in dem die Mannschaft auf Belgien traf und 2:1 n. V. verlor und somit ausschied. |
| 2018 | Russland          | nicht qualifiziert |                                   |             |                  | In der fünften Runde der CONCACAF-Qualifikation an Costa Rica, Honduras, Mexiko und Panama gescheitert. |
| 2022 | Katar             | Achtelfinale       | Niederlande                       | 14          | Gregg Berhalter  | In der Qualifikation musste die USA erst in der dritten Runde eingreifen und erreichte als Gruppendritter die WM-Endrunde. Dort traf die Mannschaft in der Gruppenphase auf England, den Iran und Wales. Im Achtelfinale verloren sie mit 1:3 gegen die Niederlande. |
| 2026 | Kanada/Mexiko/USA | qualifiziert       |                                   |             |                  | Als Co-Gastgeber automatisch qualifiziert |

Statistik (Angaben inkl. Qualifikation 2022: 22 Weltmeisterschaften; Prozentangaben sind gerundet)
- Teilnahmeverzicht: 1× (5 %; 1938)

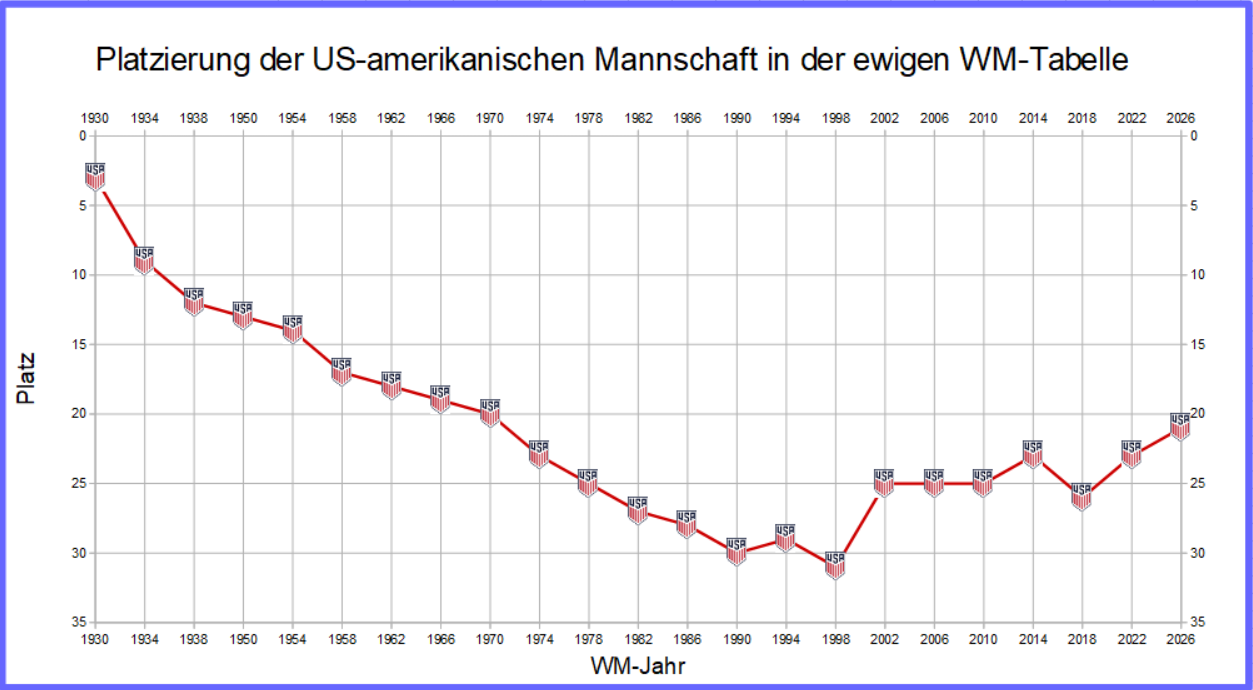
Platzierung der US-amerikanischen Mannschaft in der ewigen WM-Tabelle

- Nicht qualifiziert: 10× (45 %; 1954, 1958, 1962, 1966, 1970, 1974, 1978, 1982, 1986 und 2018)
- Sportliche Qualifikation: 9× (41 % bzw. bei 47 % der Versuche)
- Teilnahme ohne Qualifikation (u. a. als Gastgeber): 2× (9 %; 1930 und 1994)
  - Vorrunde: 4× (18 %; 1950, 1990, 1998 und 2006)
  - Achtelfinale: 5× (23 %; 1934, 1994, 2010, 2014 und 2022)
  - Viertelfinale: 1× (5 %; 2002)
  - Halbfinale: 1× (5 %; 1930) – nach Niederlage von der FIFA später als Dritter geführt

### 1930 in Uruguay

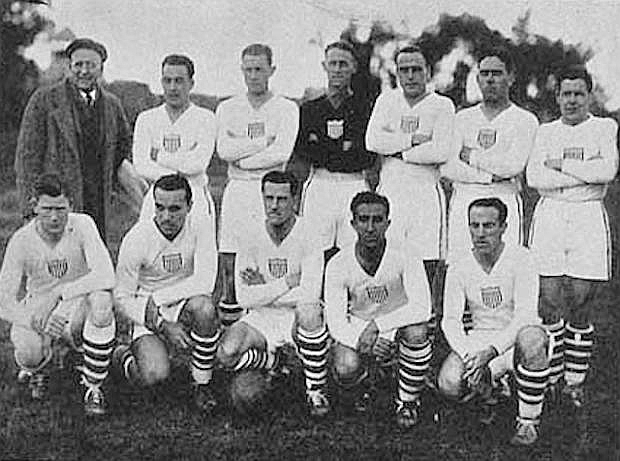
Die US-amerikanische Mannschaft bei der ersten WM

Die erste WM in Uruguay fand am Ende der Goldenen Ära des Soccers in den Vereinigten Staaten statt. 1921 war die American Soccer League (ASL) gegründet worden, unterstützt von Industriekonzernen wie Bethlehem Steel, Robins Shipyards und J&P Coates. Auch Profis aus England und Schottland spielten in der ASL. Als es zu einem Streit zwischen der Profiliga und dem US-Verband kam, endete der Boom. Zudem zogen sich viele Sponsoren während der Weltwirtschaftskrise zurück.
Bei der WM gewannen die US-Amerikaner die beiden Vorrundenspiele gegen Belgien und Paraguay jeweils mit 3:0, wobei Bart McGhee das erste WM-Tor für die USA erzielte und Bert Patenaude als erstem Spieler drei Tore gelangen, was aber erst seit 1994 in den Statistiken zu finden ist. Im Halbfinale unterlag die Mannschaft dann gegen Argentinien mit 1:6, ebenso wie die letzte im Wettbewerb verbliebene europäische Mannschaft aus Jugoslawien dem Gastgeber Uruguay. Ein Spiel um Platz 3 fand nicht statt. In späteren Statistiken wurde die Mannschaft der USA dann als Dritter geführt.

### 1934 in Italien
Zur ersten WM in Europa hatten sich die USA zu spät angemeldet, da die FIFA aber nicht auf sie verzichten wollte, durften sie dann 3 Tage vor der WM in Rom gegen die eigentlich qualifizierte mexikanische Mannschaft antreten. Obwohl benachbart, hatten sie zuvor noch nie gegeneinander gespielt. Die USA gewannen das Spiel mit 4:2, wobei Aldo Donelli alle vier Tore erzielte. Für Mexiko war damit nach einer einmonatigen Reise per Schiff und Zug die WM beendet, bevor sie richtig angefangen hatte. Die USA gewannen danach erst 1980 wieder ein Spiel gegen Mexiko. Im ersten Spiel der WM verloren die US-Amerikaner dann mit 1:7 gegen Gastgeber Italien, dem höchsten Ergebnis, das je im ersten Spiel erzielt wurde.

### 1938 in Frankreich
Für die erste WM in Frankreich hatten die USA zunächst gemeldet und hätten in der ersten Runde gegen Kuba gespielt, zogen sich dann aber aus religiösen Gründen zurück, um der Gefahr zu entgehen, an einem Sonntag spielen zu müssen.
Da auch Kolumbien, Costa Rica, Mexiko, El Salvador und Niederländisch-Guayana (das heutige Surinam) absagten, war Kuba ohne ein Qualifikationsspiel für die WM 1938 in Frankreich qualifiziert.

### 1950 in Brasilien
Für die Qualifikation zur zweiten WM in Südamerika traten die USA und Mexiko gegen Kuba an. Die USA verloren zweimal hoch gegen Mexiko, spielten in Kuba 1:1 und gewannen daheim 5:2 gegen die Kubaner, womit Mexiko, das alle Spiele gewonnen hatte, und die USA für die WM qualifiziert waren.
In Brasilien wurde gegen Spanien mit 1:3 verloren, dann gelang ein sensationelles 1:0 gegen England, das sich herabgelassen hatte, zum ersten Mal an der WM teilzunehmen, und eine 2:5-Niederlage gegen Chile, mit der sich die USA für 40 Jahre von der WM-Bühne verabschiedeten. In einer Zeit ohne Internet wurden die Ergebnisse noch nicht just-in-time übermittelt und das 1:0 gegen die Engländer war für englische Sport-Redakteure undenkbar. Daher wurde von einem Übertragungsfehler ausgegangen und das übermittelte Ergebnis in ein 10:1 verwandelt. Als sich die Richtigkeit des 1:0 herausstellte, sprach der Daily Mirror von einer Demütigung.

### 1954 in der Schweiz
Für die Fußball-Weltmeisterschaft 1954 war nur noch eine Mannschaft aus Nord- und Mittelamerika zugelassen und Mexiko gelang durch vier Siege gegen die USA und Haiti die Qualifikation, wogegen die USA sich erstmals nicht qualifizieren konnten.

### 1958 in Schweden
Die Qualifikation für die WM in Schweden verlief noch schlechter. Erstmals wollten sich sechs Mannschaften aus Nord- und Mittelamerika qualifizieren, es gab aber wieder nur einen Platz für sie bei der Endrunde. Die USA verloren dann in der ersten Qualifikationsrunde ihre vier Spiele gegen Mexiko und Kanada. Mexiko qualifizierte sich für die WM in Schweden und schied dort in der Vorrunde aus.

### 1962 in Chile
Für die WM in Chile wollten sich schon sieben Mannschaften aus Nord- und Mittelamerika qualifizieren. Dennoch wurde den Nord- und Mittelamerikaner kein direkter Startplatz zugestanden, sondern der Sieger der Nord- und Mittelamerika-Qualifikation musste noch gegen eine südamerikanische Mannschaft antreten. Aber so weit kamen die USA gar nicht. Schon in der ersten Runde schieden sie nach einem 3:3 und einem 0:3 gegen Mexiko aus. Mexiko gelang die Qualifikation zur WM in Chile in der Relegation gegen Paraguay und schied dort in der Vorrunde aus.

### 1966 in England
Für die WM im Mutterland des Fußballs wollten sich schon neun Mannschaften aus Nord- und Mittelamerika qualifizieren. In der ersten Runde spielten jeweils drei Mannschaften in einer Gruppe je zweimal gegen die beiden anderen Mannschaften. Die USA spielten daheim nur remis gegen Mexiko, verloren in Mexiko, verzichteten auf das Heimrecht gegen Honduras und konnten in Honduras je einmal gewinnen und remis spielen. Damit war die Qualifikation wieder in der ersten Runde gescheitert. Den WM-Startplatz sicherte sich Mexiko.

### 1970 in Mexiko
Da Mexiko als Gastgeber der ersten WM in Mittelamerika automatisch qualifiziert war, fiel dieser Stolperstein weg. Um den zweiten Startplatz bewarben sich nun 12 Mannschaften. Die USA konnten sich – nachdem sie das erste Spiel in Kanada verloren hatten – mit drei Siegen gegen Kanada und die Bermudas für das Halbfinale qualifizieren, unterlagen dort aber zweimal gegen Haiti, das dann im Finale an El Salvador scheiterte. So fand die WM im Nachbarland ohne die USA statt.

### 1974 in der Bundesrepublik Deutschland
Für die erste WM in Deutschland konnte sich die USA erneut nicht qualifizieren, da in der ersten Qualifikations-Runde wieder Mexiko zu stark war und sogar gegen den nördlichen Nachbarn Kanada reichte es nur zum Gewinn eines Punktes. Zur allgemeinen Überraschung gelang aber auch den Mexikanern nicht die Qualifikation und Haiti kam zu seiner bis heute einzigen WM-Teilnahme und überraschte dabei insbesondere die Italiener.

### 1978 in Argentinien
Für die vierte WM in Südamerika musste sich die USA in der 1. Runde zunächst wieder mit den nördlichen und südlichen Nachbarn auseinandersetzen. Da jede Mannschaft je einmal gewann, verlor und remis spielte, hatten am Ende alle 4:4 Punkte. Die Mexikaner hatten aber die bessere Tordifferenz und waren direkt für die zweite Runde qualifiziert. Zwischen Kanada und den USA gab es ein Entscheidungsspiel in Port-au-Prince, das Kanada mit 3:0 gewann und damit in die zweite Runde einzog. Diese fand als CONCACAF-Nations-Cup 1977 in Mexiko statt und Mexiko nutzte den Heimvorteil, um sich mit fünf Siegen zu qualifizieren.

### 1982 in Spanien
In der Qualifikation für die WM in Spanien waren wieder die beiden Nachbarn in der ersten Runde die Gegner, aber obwohl Mexiko daheim besiegt wurde, war ein Remis im Heimspiel gegen Kanada zu wenig, denn die beiden Auswärtsspiele wurden verloren. Überraschend scheiterten dann auch die beiden Nachbarn beim CONCACAF-Nations-Cup 1981 an El Salvador und Honduras.

### 1986 in Mexiko
Obwohl die Mexikanische Fußballnationalmannschaft als Gastgeber für die zweite WM in Mexiko automatisch qualifiziert war, wurde es für die restlichen CONCACAF-Mannschaften schwieriger, sich für die WM 1986 zu qualifizieren als 1982. Denn die FIFA stellte allen restlichen CONCACAF-Mannschaften nur einen einzigen Startplatz für das Endrundenturnier 1986 zur Verfügung. In der ersten Runde setzen sich die USA auch mit 0:0 und 4:0 gegen die Niederländischen Antillen durch. In der zweiten Runde war dann Costa Rica zu stark, das dann aber in der dritten Runde an Kanada scheiterte, das sich damit zum bisher einzigen Mal qualifizieren konnte.

### 1990 in Italien
Für die zweite WM in Italien konnte sich die USA dann nach 40 Jahren Abstinenz von der WM-Bühne wieder qualifizieren, profitierte dabei aber auch von der Suspendierung Mexikos durch die FIFA und von der Tatsache, dass wie 1982 wieder zwei WM-Startplätze in der CONCACAF-WM-Qualifikation vergeben wurden. Zunächst wurde Jamaika, das zuvor Puerto Rico ausgeschaltet hatte, bezwungen. Beim CONCACAF-Nations-Cup 1989, der als letzte Qualifikationsrunde diente, wurde dann punktgleich mit Costa Rica der zweite Platz belegt und damit die Teilnahme in Italien gesichert.
In Italien trafen die USA im ersten Spiel auf die Tschechoslowakei und kamen mit 1:5 unter die Räder. Gegen Gastgeber Italien wurde dann mit 0:1 verloren und auch gegen Österreich mit 1:2, so dass die WM bereits in der Vorrunde beendet war.

### 1994 in den Vereinigten Staaten
Für die WM waren die USA, nachdem sie sich bei der Vergabe mit zehn Stimmen gegen Marokko (sieben Stimmen) und Brasilien (zwei Stimmen) durchgesetzt hatten, automatisch qualifiziert.
Im Auftaktspiel gegen die Schweiz gelang aber lediglich ein 1:1. Im zweiten Spiel gegen Kolumbien wurde dann mit 2:1 gewonnen. Dabei unterlief dem Kolumbianer Andrés Escobar ein Eigentor, woraufhin er nach der Rückkehr nach Kolumbien vom Bodyguard und Fahrer eines Drogenbosses erschossen wurde. Durch das 0:1 im letzten Gruppenspiel wurde zwar nur der dritte Platz in der Gruppe erreicht, aber als einer der besten Gruppendritten das Achtelfinale. Dort verloren die USA mit 0:1 gegen den späteren Weltmeister Brasilien. Trainiert wurden die USA von Bora Milutinović, für den dies die dritte WM mit einem jeweils anderen Land war. Zwei weitere Länder sollten noch folgen.

### 1998 in Frankreich
Für die zweite WM in Frankreich, für die sich drei CONCACAF-Mannschaften qualifizieren durften, konnten sich die USA dann wieder sportlich qualifizieren. In der Halbfinalrunde setzte sich die Mannschaft zunächst zusammen mit Costa Rica gegen Guatemala und Trinidad & Tobago durch. In der Finalrunde war dann zwar Mexiko wieder etwas stärker, aber der zweite Platz vor Jamaika, das sich erstmals auch qualifizieren konnte, berechtigte zur Teilnahme.
In Frankreich wurden die USA in eine politisch brisante Gruppe gelost, denn dort trafen die USA auf den Iran, mit dem seit dem Sturz des Schahs ein bis heute offener Konflikt besteht, sowie die von Serben dominierte Bundesrepublik Jugoslawien, denen von den USA die Hauptschuld an den Problemen im ehemaligen Jugoslawien gegeben wurde. Weiterer Gegner war Europameister Deutschland, auf den die USA im ersten Spiel traf und mit 0:2 verlor. Vor dem Spiel gegen den Iran überreichten sich die Spieler weiße Rosen und nach einer fairen Partie, die mit 1:2 verloren wurde, stellten sich beide Mannschaften zu einem gemeinsamen Abschiedsfoto auf. Für dieses Verhalten erhielten dann beide Mannschaften Ende 1998 von der FIFA den Fairplay-Preis. Zum Abschluss wurde dann noch mit 0:1 gegen die Bundesrepublik Jugoslawien verloren und ohne Punkte die Heimreise angetreten. Nach der WM endete die Amtszeit von Steve Sampson als Nationaltrainer, sein Nachfolger wurde Bruce Arena.

### 2002 in Japan und Südkorea
In der Qualifikation für die erste WM in Asien konnten sich die USA in der Zwischenrunde zusammen mit Costa Rica gegen Guatemala und Barbados durchsetzen, wobei Costa Rica gegen Guatemala ein zusätzliches Entscheidungsspiel benötigte. In der Endrunde waren dann zwar Costa Rica und Mexiko etwas besser, der dritte Platz reichte aber für die Teilnahme.
In Südkorea gewannen die USA dann überraschend das Auftaktspiel gegen die stärker eingeschätzten Portugiesen mit 3:2, von denen Luís Figo zwei Jahre zuvor zum besten Spieler der Fußball-Europameisterschaft 2000 gewählt worden war. Gegen Co-Gastgeber Südkorea wurde ein 1:1 erkämpft, so dass die 1:3-Niederlage gegen Polen zum Abschluss der Gruppenphase verkraftet werden konnte und das Achtelfinale erreicht wurde. Hier war der ewige Rivale Mexiko der Gegner und mit einem 2:0 gelang der Einzug ins Viertelfinale gegen Deutschland. In diesem Spiel waren die USA zwar die bessere Mannschaft, scheiterten aber immer wieder an Oliver Kahn, dem besten Spieler des Turniers, und verloren mit 0:1. Aus der Mannschaft der USA ragte der 20-jährige Landon Donovan heraus, der einige Jahre später, nachdem diese Auszeichnung eingeführt wurde, per Internet-Abstimmung nachträglich zum besten jungen Spieler der WM 2002 gewählt wurde und im Laufe seiner Karriere 57 Tore für die USA erzielen sollte, womit er US-Rekordtorschütze wurde.

### 2006 in Deutschland
Für die zweite WM in Deutschland qualifizierte sich die US-Mannschaft als beste CONCACAF-Mannschaft. Die Mannschaft musste erst in der zweiten Runde eingreifen und gewann gegen Grenada beide Spiele. In der dritten Runde wurden auch nur bei den Remis gegen Jamaika und Panama Punkte abgegeben, ansonsten alle Spiele gewonnen, dabei zweimal gegen El Salvador. Die vierte Runde wurde punktgleich mit Mexiko als Gruppensieger abgeschlossen, aber durch den direkten Vergleich waren die USA Gruppenerster.
In Deutschland wurde das erste Spiel gegen Tschechien, das sich erstmals nach der Aufspaltung der Tschechoslowakei qualifiziert hatte, mit 0:3 verloren. Gegen den späteren Weltmeister Italien wurde ein 1:1 erkämpft, aber das abschließende Spiel gegen WM-Neuling Ghana mit 1:2 verloren und damit nur der letzte Platz in der Gruppe belegt. Mit dem Aus endete die Amtszeit von Bruce Arena, der von seinem Freund Bob Bradley abgelöst wurde. Arena war bei insgesamt 130 Länderspielen Trainer der USA und damit Rekordnationaltrainer. Weltweit waren nur neun Trainer öfter für ein Land tätig.

### 2010 In Südafrika
Für die erste WM in Afrika qualifizierte sich die US-Mannschaft wieder. In der dritten Qualifikationsrunde wurde zusammen mit Trinidad & Tobago die Mannschaften aus Guatemala und Kuba ausgeschaltet. Die vierte Runde beendeten die USA dann als beste Mannschaft vor Mexiko und Honduras, das erstmals seit 1982 wieder die WM-Endrunde erreichte. Costa Rica, das in den Playoffs an Uruguay scheiterte, El Salvador sowie Trinidad und Tobago wurden auf die Plätze verwiesen.
In Südafrika gelang im Auftaktspiel ein 1:1 gegen England, dann ein 2:2 gegen Slowenien und mit einem 1:0 in der Nachspielzeit gegen Algerien wurde als Gruppensieger die K.-o.-Runde erreicht. Hier verloren die USA in der Verlängerung mit 1:2 gegen Ghana.

### 2014 in Brasilien

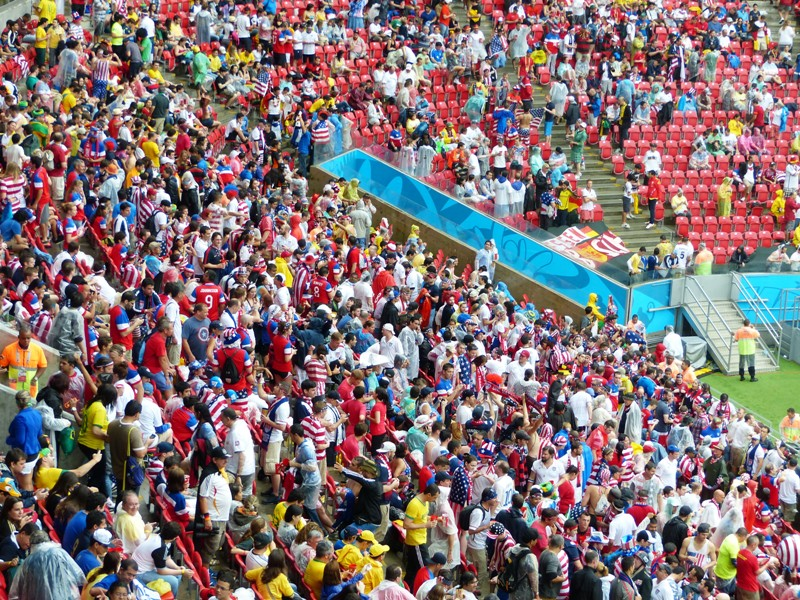
Fans beim Spiel gegen Deutschland in Recife

Nachdem die USA beim CONCACAF Gold Cup 2011 im Finale gegen Mexiko verloren hatten, endete die Amtszeit von Bob Bradley nach 60 Spielen und der frühere deutsche Bundestrainer Jürgen Klinsmann wurde sein Nachfolger. Ihm gelang zunächst der Gewinn des CONCACAF Gold Cup 2013 und anschließend wieder als beste Mannschaft der CONCACAF die Qualifikation für die zweite WM in Brasilien. Einsteigen musste die Mannschaft erst in der Dritten Runde und setzte sich dann gegen Jamaika, Guatemala sowie Antigua und Barbuda durch. Die Vierte Runde wurde als Gruppenerster vor Costa Rica, Honduras, Mexiko, Panama und Jamaika abgeschlossen. Dabei erwiesen die US-Amerikaner den Mexikanern noch einen Dienst: Im letzten Spiel in Panama stand es bis zur 90. Minute 2:1 für Panama, wodurch Panama vor Mexiko auf Platz 4 die interkontinentalen Playoffs erreicht hätte. Dann erzielten Graham Zusi und Aron Jóhannsson in der 90. Minute noch zwei Tore zum 3:2 für die USA. Hierdurch wurde Mexiko Vierter und konnte sich dann gegen Neuseeland in den Playoffs durchsetzen. Überraschend verzichtete dann Klinsmann bei der Nominierung des WM-Kaders auf Rekordtorschütze Landon Donovan, der beim CONCACAF Gold Cup 2013 noch einer der besten Torschützen war.
In Brasilien trafen die USA im ersten Spiel auf Ghana und nahmen mit dem 2:1-Sieg Revanche für das Achtelfinal-Aus vier Jahre zuvor. Im zweiten Spiel gegen Portugal gelang den USA ein 2:2, wobei dem ehemaligen deutschen Nationalspieler Jermaine Jones das Tor zum 1:1-Ausgleich gelang. Nach dem 2:1 durch Kapitän Clint Dempsey stand die Mannschaft schon mit einem Bein im Achtelfinale. In der 5. Minute der Nachspielzeit gelang dann Silvestre Varela aber noch der Ausgleich, sodass der Achtelfinaleinzug wieder von den Ergebnissen des letzten Spieltags abhing. Im letzten Spiel trafen die USA auf Deutschland. Beiden Mannschaften genügte ein Remis um in die K.-o-Runde einzuziehen und auf Grund der freundschaftlichen Beziehungen zwischen beiden Trainern (der deutsche Bundestrainer Joachim Löw war zuvor Co-Trainer von Klinsmann bei der WM in Deutschland und wurde dann sein Nachfolger) wurden Erinnerungen an den Nichtangriffspakt von Gijón wieder wach. Aber beide betonten, auf Sieg spielen zu wollen, um Gruppensieger zu werden, was aber nur der deutschen Mannschaft gelang. Mit 0:1 wurde dann gegen Deutschland verloren. Da aber Portugal im Parallelspiel nur 2:1 gegen Ghana gewann, konnte diese knappe Niederlage verkraftet und der Einzug ins Achtelfinale gefeiert werden. Im Achtelfinale war dann nach einem erneuten 1:2 nach Verlängerung – diesmal gegen Belgien – wieder Schluss, wobei alle Tore erst in der Verlängerung fielen.

### 2018 in Russland
In der Qualifikation für die WM in Russland musste die USA erst in der vierten Runde eingreifen. Gegner waren ab November 2015 Trinidad & Tobago, St. Vincent und die Grenadinen sowie Guatemala. Als Gruppensieger wurde die fünfte Runde gegen Costa Rica, Honduras, Mexiko, Panama und erneut Trinidad & Tobago erreicht. Nachdem die USA die ersten beiden Gruppenspiele gegen Mexiko und Costa Rica mit 1:2 und 0:4 verloren hatten, wurde Nationaltrainer Jürgen Klinsmann entlassen. Das Amt übernahm Bruce Arena, der die US-Mannschaft bereits zwischen 1998 und 2006 trainiert hatte. Unter ihm wurde im März 2017 Honduras mit 6:0 besiegt, aber in Panama nur ein 1:1 erreicht. Mit einem 2:0 gegen Trinidad und Tobago wurde die Hinrunde beendet. Zum Start der Rückrunde gab es ein 1:1 gegen eine mexikanische Mannschaft, die mit ihrem Kader für den Confed-Cup 2017 antrat und das Spiel auch als letztes Vorbereitungsspiel für den Confed-Cup nutzte. Kurz danach gewannen die USA den CONCACAF Gold Cup 2017, bei dem Titelverteidiger Mexiko aber ohne die Spieler des Confed-Cups antrat. Es folgte eine Heimniederlage gegen Costa Rica und ein 1:1 in Honduras. Durch ein 4:0 gegen Panama im vorletzten Spiel, lagen die USA vor dem letzten Spiel mit 12 Punkten und +5 Toren auf dem dritten Platz vor Panama (10 Punkte, −2 Tore) und Honduras (10 Punkte, −7 Tore). Sie benötigten daher nur noch einen Punkt aus dem letzten Spiel bei Trinidad und Tobago für die direkte Qualifikation, wogegen Panama und Honduras in Heimspielen gegen die bereits qualifizierten Costa-Ricaner bzw. Mexikaner gewinnen mussten. Die USA verloren dann aber gegen Trinidad und Tobago mit 1:2, während Panama und Honduras gewannen und damit noch an den USA vorbeizogen, die sich als Gruppenfünfter nicht qualifizieren konnte. Bruce Arena trat anschließend von seinem Posten zurück.

### 2022 in Katar
Da die USA zu den fünf besten Teams der CONCACAF in der FIFA-Weltrangliste vom 16. Juli 2020 gehörte, musste die USA erst in der dritten Runde der Qualifikation eingreifen. Die Mannschaft trifft dann auf Costa Rica, Honduras, Jamaika und Mexiko sowie drei Mannschaften, die sich für die dritte Runde noch qualifizieren müssen. Die Qualifikationsrunde begann im September 2021 mit zwei Remis (0:0 in El Salvador und 1:1 gegen Kanada) sowie einem 4:1-Sieg in Honduras. Im Oktober gelangen zwei Siege (2:0 gegen Jamaika und 2:1 gegen Costa Rica) bei einer Niederlage in Panama (0:1). Im November lief es etwas besser: 2:0 gegen Mexiko, 1:1 in Jamaika und 1:0 gegen El Salvador. Ende Januar 2022 verloren sie in Kanada mit 0:2 und gewannen Anfang Februar mit 3:0 gegen Honduras. In den letzten drei Spielen im März wurde ein torloses Remis in Mexiko erreicht, Panama mit 5:1 bezwungen, aber in Costa Rica mit 0:2 verloren. Dennoch reichte es aufgrund der besseren Tordifferenz zum dritten Platz vor den punktgleichen Costa-Ricanern. Damit sind die USA für die WM-Endrunde qualifiziert, wo sie auf England, den Iran und Wales treffen. Die Waliser sicherten sich erst im Juni den letzten Startplatz für die Europäer. Denn nach dem russischen Überfall auf die Ukraine im Februar 2022 wurden die Spiele vom März in den Juni verlegt.
Die USA starteten mit einem 1:1 gegen Wales, erreichten gegen England ein torloses Remis und konnten das dritte Gruppenspiel gegen den Iran mit 1:0 durch ein Tor von Christian Pulisic gewinnen, der sich aber dabei verletzte und zur zweiten Halbzeit ausgewechselt wurde. Als Gruppenzweiter wurde das Achtelfinale erreicht, in dem die Mannschaft auf die Niederlande traf. Die Partie endete mit einer 1:3-Niederlage der USA, die damit nach vier Spielen aus dem Turnier ausschieden.

### 2026 in Kanada, Mexiko und den USA
Für die WM 2026 hatten sich die drei Verbände des nordamerikanischen Kontinents gemeinsam beworben und setzten sich bei der Abstimmung am 13. Juni 2018 mit 134:65 Stimmen gegen Marokko durch. Gegenüber den letzten WM-Turnieren wird die Teilnehmerzahl von 32 auf 48 erhöht. Als Co-Gastgeber sind die USA automatisch qualifiziert.

## Rangliste der US-amerikanischen WM-Spieler mit den meisten Einsätzen

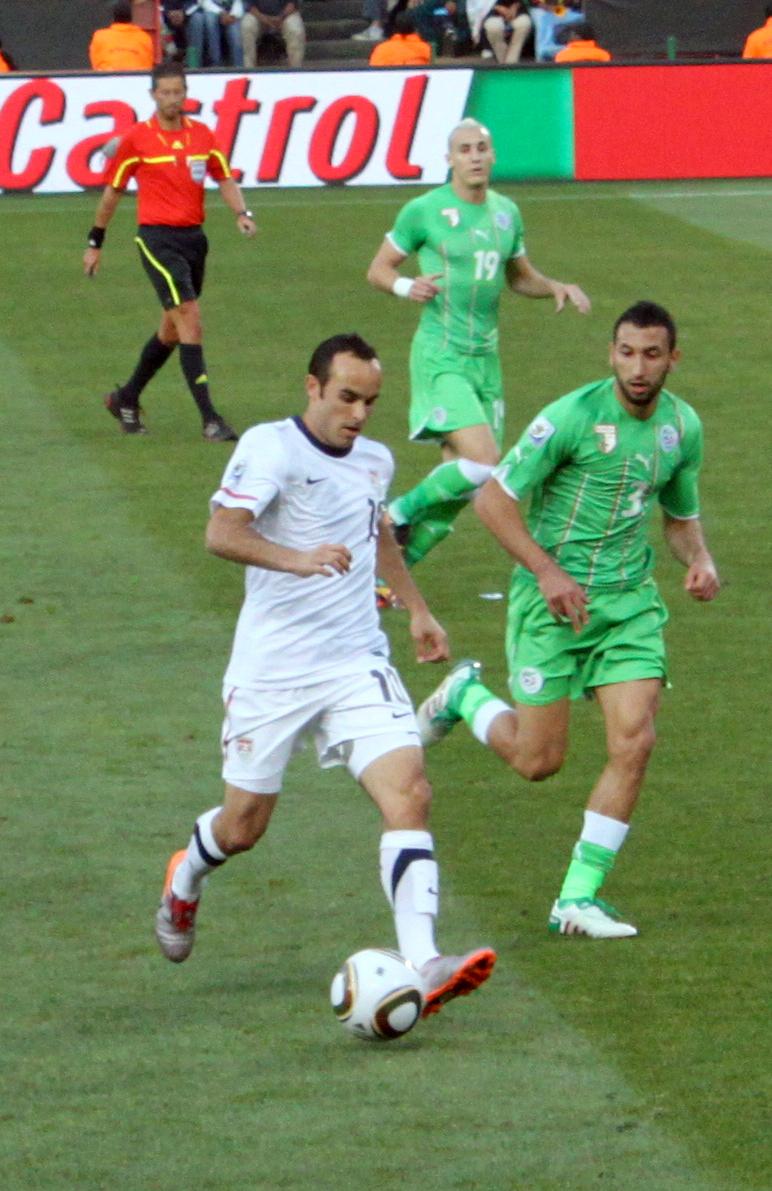
Landon Donovan (li.), WM-Rekordspieler und -torschütze der USA im Spiel gegen Algerien bei der WM 2010

01. Landon Donovan – 12 Einsätze bei 3 Turnieren
02. DaMarcus Beasley, Cobi Jones und Earnie Stewart – 11 Einsätze bei 3 bzw. 4 (Beasley) Turnieren
05. Clint Dempsey, Brian McBride und Claudio Reyna – 10 Einsätze bei 3 Turnieren
08. Eddie Pope und Tab Ramos – 9 Einsätze bei 3 Turnieren
10. Eric Wynalda und Marcelo Balboa – 8 Einsätze bei 3 Turnieren

## Rangliste der US-amerikanischen WM-Spieler mit den meisten WM-Toren
01. Landon Donovan – 5 Tore
02. Clint Dempsey und Bert Patenaude – je 4 Tore
04. Brian McBride – 3 Tore

## WM-Kapitäne
- 1930: Tom Florie
- 1934: George Moorhouse
- 1950: Harry Keough (1. Spiel), Ed McIlvenny (2. Spiel), Walter Bahr (3. Spiel)
- 1990: Tony Meola (1. Spiel), Mike Windischmann (2. und 3. Spiel[11])
- 1994: Tony Meola
- 1998: Thomas Dooley
- 2002: Earnie Stewart (1. Spiel, 1. Halbzeit), Claudio Reyna (ab 2. Spiel)
- 2006: Claudio Reyna
- 2010: Carlos Bocanegra
- 2014: Clint Dempsey
- 2022: Tyler Adams

## Bei Weltmeisterschaften gesperrte Spieler
- 1990: Im ersten Spiel gegen die Tschechoslowakei erhielt Eric Wynalda die Rote Karte und war für das zweite Spiel gegen Italien gesperrt. Jimmy Banks erhielt im letzten Gruppenspiel gegen Österreich die zweite gelbe Karte. Da die USA ausschieden, hatte sie keinen weiteren Effekt.
- 1994: John Harkes erhielt im letzten Gruppenspiel die zweite gelbe Karte und war für das Achtelfinale gegen Brasilien gesperrt. In diesem erhielt Fernando Clavijo die Gelb-Rote Karte, da die USA ausschieden, hatte sie keinen weiteren Effekt.
- 2002: Frankie Hejduk erhielt im letzten Gruppenspiel gegen Polen die zweite gelbe Karte und war für das Achtelfinale gegen Mexiko gesperrt. Gregg Berhalter, Pablo Mastroeni und Eddie Pope erhielten im Viertelfinale gegen Deutschland die zweite gelbe Karte. Da die USA ausschieden, hatten sie keinen weiteren Effekt.
- 2006: Pablo Mastroeni erhielt im zweiten Gruppenspiel gegen Italien die Rote Karte und war für das letzte Gruppenspiel gegen Ghana ebenso gesperrt wie Eddie Pope, der die Gelb-Rote Karte erhalten hatte.
- 2010: Robbie Findley erhielt im zweiten Gruppenspiel gegen Slowenien die zweite Gelbe Karte und war für das letzte Gruppenspiel gegen Algerien gesperrt. Die zweite Gelbe Karte für Steven Cherundolo im Achtelfinale gegen Ghana hatte aufgrund des Ausscheidens dagegen keinen weiteren Effekt.

## Anteil der im Ausland spielenden Spieler im WM-Kader
Erstmals bei der erneuten Qualifikation nach 40 Jahren wurden 1990 Legionäre eingesetzt. Danach suchten die Nationaltrainer auch gezielt in Europa nach Spielern mit US-amerikanischen Wurzeln, z. B. Kindern von US-Soldaten. Ab 2010 stellten Legionäre dann den Hauptteil des Kaders.
| Jahr (Spiele)       | Anzahl (Länder) | Spieler (Einsätze) |
| ------------------- | --- | --- |
| 1930 und 1934, 1950 | 0 | |
| 1990 (3)            | 3 (1 in Deutschland, 1 in den Niederlanden, 1 in Ungarn)                                                                                    | Paul Caligiuri (3); Peter Vermes (3); Christopher Sullivan (2) |
| 1994 (4)            | 7 (1 in Deutschland, 3 in England, 1 in Mexiko, 1 in den Niederlanden, 1 in Spanien)                                                        | Eric Wynalda (4); John Harkes (3), Juergen Sommer (0), Roy Wegerle (4); Cle Kooiman (1); Earnie Stewart (4); Tab Ramos (4) |
| 1998 (3)            | 6 (3 in Deutschland, 2 in England, 1 in den Niederlanden)                                                                                   | Chad Deering (1), David Régis (3), Claudio Reyna (3); Brad Friedel (1), Kasey Keller (2); Earnie Stewart (3) |
| 2002 (5)            | 11 (3 in Deutschland, 6 in England, 1 in Frankreich, 1 in den Niederlanden)                                                                 | Steven Cherundolo (0), Frankie Hejduk (4), Tony Sanneh (5); Gregg Berhalter (2), Brad Friedel (5), Kasey Keller (0), Eddie Lewis (3), Joe-Max Moore (2), Claudio Reyna (4); David Régis (5); Earnie Stewart (4) |
| 2006 (3)            | 11 (1 in Belgien, 3 in Deutschland, 7 in England, 1 in den Niederlanden)                                                                    | Oguchi Onyewu (3); Gregg Berhalter (0), Steven Cherundolo (3), Kasey Keller (3); Carlos Bocanegra (2), Bobby Convey (3), Marcus Hahnemann (0), Tim Howard (0), Eddie Lewis (2), Brian McBride (3), Claudio Reyna (3); DaMarcus Beasley (3) |
| 2010 (4)            | 19 (1 in Dänemark, 3 in Deutschland, 8 in England, 1 in Frankreich, 1 in Italien, 2 in Mexiko, 1 in Norwegen, 2 in Schottland)              | Benny Feilhaber (3); Michael Bradley (4), Steven Cherundolo (4), Ricardo Clark (2); Jozy Altidore (4), Jay DeMerit (4), Clint Dempsey (4), Brad Guzan (0), Marcus Hahnemann (0), Stuart Holden (1), Tim Howard (4), Jonathan Spector (0); Carlos Bocanegra (4); Oguchi Onyewu (2); Hérculez Gómez (3), José Francisco Torres (1); Clarence Goodson (0); DaMarcus Beasley (4), Maurice Edu (3) |
| 2014 (4)            | 14 (4 in Deutschland, 4 in England, 1 in Frankreich, 1 in Kanada, 1 in Mexiko, 1 in den Niederlanden, 1 in Norwegen, 1 in der Türkei)       | John Anthony Brooks (1), Timothy Chandler (0), Julian Green (1), Fabian Johnson (4); Jozy Altidore (1), Geoff Cameron (3), Brad Guzan (0), Tim Howard (4); Alejandro Bedoya (4); Michael Bradley (4); DaMarcus Beasley (4); Aron Jóhannsson (1); Mix Diskerud (0); Jermaine Jones (4) |
| 2022 (4)            | 17 (2 in Deutschland, 8 in England – davon 2 in der 2. Liga, 1 in Frankreich, 2 in Italien, 1 in Schottland, 2 in Spanien, 1 in der Türkei) | Giovanni Reyna (2), Joe Scally; Brenden Aaronson (4), Tyler Adams (4), Christian Pulisic (4), Tim Ream (3), Antonee Robinson (4), Matt Turner (4); Ethan Horvath, Josh Sargent (3); Timothy Weah (4); Sergiño Dest (4), Weston McKennie (4); Cameron Carter-Vickers (1); Luca de la Torre, Yunus Musah (4); Haji Wright (4)                                                                   |

## Spiele
Die USA bestritt bisher 37 WM-Spiele. Davon wurden 9 gewonnen, 20 verloren und 8 endeten remis. Zweimal mussten Remis-Spiele verlängert werden, da ein Sieger ermittelt werden musste, beide wurden verloren.
Die USA nahm einmal 1934 am ersten Spiel teil, das nun als Eröffnungsspiel gezählt wird. Die USA hatten bisher vier Heimspiele und mussten dreimal gegen den Gastgeber antreten: 1934 im ersten Spiel (Achtelfinale), 1990 und 2002 (Vorrunde).
Die USA verlor viermal (1934, 1994, 2014) gegen den späteren Weltmeister, zudem gelang 2006 in der Vorrunde ein 1:1 gegen den späteren Weltmeister.
Die USA spielten nie gegen den Titelverteidiger.
Die USA trafen fünfmal auf WM-Neulinge: 1934/Italien, 1950/England, 1998/BR Jugoslawien, 2006/Ghana und Tschechien.
Häufigster letzter Gegner: Ghana – zweimal, Ghana ist auch zusammen mit Deutschland, England und Italien insgesamt häufigster Gegner (je dreimal).

### Alle WM-Spiele
| Nr. | Datum      | Ergebnis  | Gegner             |   | Austragungsort          | Anlass        | Bemerkung |
| --- | ---------- | --------- | ------------------ | - | ----------------------- | ------------- | --- |
| 1.  | 13.07.1930 | 3:0       | Belgien            | * | Montevideo (URY)        | Vorrunde      | Erstes Länderspiel gegen Belgien                                                                                  |
| 2.  | 17.07.1930 | 3:0       | Paraguay           | * | Montevideo (URY)        | Vorrunde      | Erstes Länderspiel gegen Paraguay                                                                                 |
| 3.  | 26.07.1930 | 1:6       | Argentinien        | * | Montevideo (URY)        | Halbfinale    | |
| 4.  | 27.05.1934 | 1:7       | Königreich Italien | A | Rom (ITA)               | Achtelfinale  | Erstes Länderspiel gegen Italien                                                                                  |
| 5.  | 25.06.1950 | 1:3       | Spanien            | * | Curitiba (BRA)          | Vorrunde      | Erstes Länderspiel gegen Spanien                                                                                  |
| 6.  | 29.06.1950 | 1:0       | England            | * | Belo Horizonte (BRA)    | Vorrunde      | Erstes Länderspiel gegen England                                                                                  |
| 7.  | 02.07.1950 | 2:5       | Chile              | * | Recife (BRA)            | Vorrunde      | Erstes Länderspiel gegen Chile                                                                                    |
| 8.  | 10.06.1990 | 1:5       | Tschechoslowakei   | * | Florenz (ITA)           | Vorrunde      | Einziges Länderspiel gegen die Tschechoslowakei                                                                   |
| 9.  | 14.06.1990 | 0:1       | Italien            | A | Rom (ITA)               | Vorrunde      | |
| 10. | 19.06.1990 | 1:2       | Österreich         | * | Florenz (ITA)           | Vorrunde      | Erstes Länderspiel gegen Österreich                                                                               |
| 11. | 18.06.1994 | 1:1       | Schweiz            | H | Pontiac                 | Vorrunde      | |
| 12. | 22.06.1994 | 2:1       | Kolumbien          | H | Pasadena                | Vorrunde      | |
| 13. | 26.06.1994 | 0:1       | Rumänien           | H | Pasadena                | Vorrunde      | Spiel mit den meisten Zuschauern (93.869)                                                                         |
| 14. | 04.07.1994 | 0:1       | Brasilien          | H | Palo Alto               | Achtelfinale  | |
| 15. | 15.06.1998 | 0:2       | Deutschland        | * | Paris (FRA)             | Vorrunde      | 100. Länderspiel von Eric Wynalda                                                                                 |
| 16. | 21.06.1998 | 1:2       | Iran               | * | Lyon (FRA)              | Vorrunde      | Erstes Länderspiel gegen den Iran                                                                                 |
| 17. | 25.06.1998 | 0:1       | BR Jugoslawien     | * | Nantes (FRA)            | Vorrunde      | Erstes Länderspiel gegen Jugoslawien                                                                              |
| 18. | 05.06.2002 | 3:2       | Portugal           | * | Suwon (KOR)             | Vorrunde      | |
| 19. | 10.06.2002 | 1:1       | Südkorea           | A | Daegu (KOR)             | Vorrunde      | |
| 20. | 14.06.2002 | 1:3       | Polen              | * | Daejeon (KOR)           | Vorrunde      | 100. Länderspiel von Joe-Max Moore, 400. Spiel der USA nach FIFA-Zählung                                          |
| 21. | 17.06.2002 | 2:0       | Mexiko             | * | Jeonju (KOR)            | Achtelfinale  | |
| 22. | 21.06.2002 | 0:1       | Deutschland        | * | Ulsan (KOR)             | Viertelfinale | |
| 23. | 12.06.2006 | 0:3       | Tschechien         | * | Gelsenkirchen (DEU)     | Vorrunde      | Erstes Länderspiel gegen Tschechien                                                                               |
| 24. | 17.06.2006 | 1:1       | Italien            | * | Kaiserslautern (DEU)    | Vorrunde      | |
| 25. | 22.06.2006 | 1:2       | Ghana              | * | Nürnberg (DEU)          | Vorrunde      | Erstes Länderspiel gegen Ghana                                                                                    |
| 26. | 12.06.2010 | 1:1       | England            | * | Rustenburg (ZAF)        | Vorrunde      | |
| 27. | 18.06.2010 | 2:2       | Slowenien          | * | Johannesburg (ZAF)      | Vorrunde      | Erstes Länderspiel gegen Slowenien                                                                                |
| 28. | 23.06.2010 | 1:0       | Algerien           | * | Pretoria (ZAF)          | Vorrunde      | Erstes Länderspiel gegen Algerien                                                                                 |
| 29. | 26.06.2010 | 1:2 n. V. | Ghana              | * | Rustenburg (ZAF)        | Achtelfinale  | Landon Donovan erzielt sein insgesamt 5. WM-Tor und übertrifft damit den US-Rekord von Bertram Patenaude von 1930 |
| 30. | 16.06.2014 | 2:1       | Ghana              | * | Natal (BRA)             | Vorrunde      | |
| 31. | 22.06.2014 | 2:2       | Portugal           | * | Manaus (BRA)            | Vorrunde      | |
| 32. | 26.06.2014 | 0:1       | Deutschland        | * | Recife (BRA)            | Vorrunde      | |
| 33. | 01.07.2014 | 1:2 n. V. | Belgien            | * | Salvador da Bahia (BRA) | Achtelfinale  | |
| 34. | 21.11.2022 | 1:1       | Wales              | * | ar-Rayyan (QAT)         | Vorrunde      | |
| 35. | 25.11.2022 | 0:0       | England            | * | al-Chaur (QAT)          | Vorrunde      | |
| 36. | 29.11.2022 | 1:0       | Iran               | * | Doha (QAT)              | Vorrunde      | |
| 37. | 03.12.2022 | 1:3       | Niederlande        | * | ar-Rayyan (QAT)         | Achtelfinale  | |

### Höchste Siege und Niederlagen
Die US-Mannschaft erzielte ihre höchsten Siege gegen folgende Länder bei WM-Turnieren:
- Algerien: Vorrunde 2010 1:0 (einziges Spiel gegen Algerien)
- Belgien: Vorrunde 1930 3:0 (einziger Sieg gegen Belgien)
- Ghana: Vorrunde 2014 2:1 (einziger Sieg gegen Ghana)
- Iran: Vorrunde 2022 1:0 (erster Sieg gegen den Iran)
- Paraguay: Vorrunde 1930 3:0
- Portugal: Vorrunde 2002 3:2 (zudem ein 1:0 beim US Cup 1992)

Gegen folgende Länder kassierte die US-Mannschaft ihre höchsten Niederlagen bei WM-Turnieren:
- Chile: Vorrunde 1950 2:5 (zudem ein 0:3 in einem Freundschaftsspiel)
- Ghana: Vorrunde 2006 1:2 und Achtelfinale 2010 1:2 n. V. (einzige Niederlagen gegen Ghana)
- Iran: Vorrunde 1998: 1:2 (einzige Niederlagen gegen den Iran)
- BR Jugoslawien: Vorrunde 1998: 0:1 (einziges Spiel gegen die BR Jugoslawien)
- Niederlande: Achtelfinale 2022 1:3 (zudem zweimal ein 0:2 in Freundschaftsspielen)
- Österreich: Vorrunde 1990 1:2 (zudem ein 0:1 in einem Freundschaftsspiel)
- Rumänien: Vorrunde 1994 0:1 (zudem ein 1:2 in einem Freundschaftsspiel)
- Tschechoslowakei: Vorrunde 1990 1:5 (einziges Spiel gegen die Tschechoslowakei)

## Rekorde

### Ausrichter
- Die meisten Zuschauer gab es bei der WM 1994 in den USA, 3.587.538 Zuschauer sahen die 52 Spiele, das ist ein Schnitt von 68.991 pro Spiel
- Westlichster Spielort: Palo Alto (USA, 1994)

### Mannschaft
- Häufigste Paarung in der Qualifikation: USA gegen Mexiko – 31 Spiele

### Spieler
- Bertram Patenaude war der erste Spieler, dem drei Tore in einem Spiel gelangen. Am 17. Juli 1930 erzielte er im Spiel gegen Paraguay alle drei Tore. Allerdings wurde dieser Rekord erst 1994 durch die FIFA anerkannt. Bis dahin wurde ein Tor als Eigentor des Paraguayers Aurelio González oder seines Mitspielers Tom Florie gezählt. Mit diesen Toren wurde er auch zusammen mit dem im ersten Spiel gegen Belgien erzielten Tor WM-Rekordtorschütze für fünf Tage und dann von Guillermo Stábile abgelöst, der den Rekord auf 8 Tore steigerte.
- Am 22. Juni 2014 erzielte Jermaine Jones mit dem 1:1 gegen Portugal das 2300. WM-Tor.

### Negativrekorde
- Niederlage im torreichsten ersten Spiel einer WM: USA – Italien 1:7 am 27. Mai 1934 (gleichzeitig höchste Niederlage in einem Achtelfinale und gegen einen Gastgeber).
- Höchste Niederlage in einem Halbfinale nach der Vorrunde (nur 1930): 1:6 gegen Argentinien (ebenso Jugoslawien – Uruguay 1:6 im selben Jahr)
- Schlechteste Mannschaft bei der WM 1998 (von der FIFA auf Platz 32 eingestuft).